# The Man Who Could Not Remain Silent
The Man Who Could Not Remain Silent (Croata: Čovjek koji nije mogao šutjeti) es un cortometraje dramático croata de 2024, escrito y dirigido por Nebojša Slijepčević. La película dramatiza la masacre de Štrpci de 1993, cuando 18 musulmanes y un croata fueron sacados de un tren por el grupo paramilitar serbio Águilas Blancas y masacrados. La historia se centra en Tomo Buzov (Dragan Mićanović), el único pasajero no bosnio en el tren que intentó enfrentarse a los atacantes.
La película se estrenó en el Festival de Cine de Cannes de 2024, donde ganó la Palma de Oro al Mejor Cortometraje. También recibió el premio al Mejor Cortometraje Europeo en los 37.ª Premios de Cine Europeo. Fue preseleccionada en la categoría de Mejor Cortometraje y, finalmente, se convirtió en la nominada en la misma categoría en la 97.ª edición de los Premios Óscar, siendo la primera película croata en ser nominada a un Premio Óscar en esa categoría, y la primera en general desde la independencia de Croacia. Además, la película fue seleccionada en el 2.ª Festival Internacional de Cine Eikhoigi Imphal 2025, en la sección World Lenses.

## Sinopsis
La película narra la historia real del secuestro y crimen ocurrido en Štrpci (Bosnia y Herzegovina) el 27 de febrero de 1993, en un tren de pasajeros que viajaba de Belgrado a Bar, cuando la unidad paramilitar Beli Orlovi sacó a 18 musulmanes del tren y los asesinó. En el centro de la historia se encuentra el croata Tomo Buzov, el único pasajero del tren que intentó enfrentarse a los atacantes.

## Elenco
- Goran Bogdan como Dragan
- Alexis Manenti como comandante de los paramilitares Beli Orlovi
- Silvio Mumelaš como Milan
- Dragan Mićanović como Tomo Buzov
- Lara Nekić como estudiante
- Priska Ugrina como nieta
- Dušan Gojić como abuelo
- Nebojša Pop Tasić como conductor
- Martin Kuhar como soldado
- Jakov Zovko como soldado
- Mijo Pavelko como pasajero
- Robert Ugrina como pasajero
- Damir Markovina voz
- Antonio Nuić voz

## Premios
* Fuente: Página de la película en IMDb. 
| Año  | Premio / Festival                           | Categoría                          | Nominado            | Resultado |
| ---- | ------------------------------------------- | ---------------------------------- | ------------------- | --------- |
| 2024 | Festival de Cannes                          | Palma de Oro al mejor cortometraje | Nebojša Slijepčević | Ganador   |
| 2024 | Premios del Cine Europeo                    | Mejor cortometraje                 | Nebojša Slijepčević | Ganador   |
| 2024 | Festival Internacional de Cine de Melbourne | Mejor cortometraje                 | Nebojša Slijepčević | Ganador   |
| 2024 | Festival Internacional de Cine de Toronto   | Mejor cortometraje                 | Nebojša Slijepčević | Nominado  |
| 2024 | Festival de Cine de El Gouna                | Mejor cortometraje                 | Nebojša Slijepčević | Nominado  |
| 2025 | Premios Óscar                               | Mejor cortometraje                 | Nebojša Slijepčević | Nominado  |
| 2025 | Premios César                               | Mejor cortometraje de ficción      | Nebojša Slijepčević | Ganador   |